# Uranisme

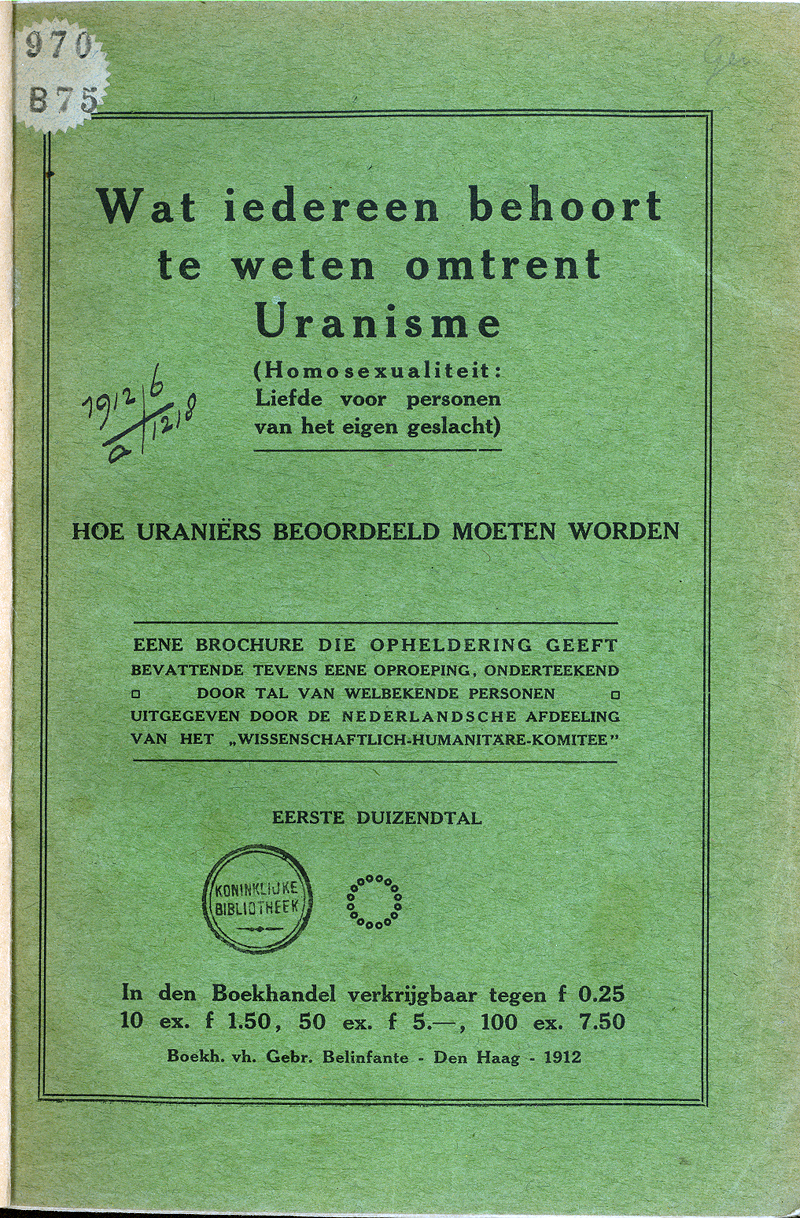
Nederlandse brochure over uranisme, uitgegeven door het NWHK in 1912

Uranisme is een 19e-eeuwse term voor mannelijke homoseksualiteit, die voor het eerst in 1864 werd gebruikt door Karl Heinrich Ulrichs en vervolgens ook in het Nederlands taalgebied enige tijd werd gehanteerd als meer neutrale aanduiding van homoseksualiteit, in tegenstelling tot het begrip sodomie, dat een meer negatieve lading droeg. De introductie en het gebruik van het begrip markeren een eerste fase in de emancipatie van homoseksuelen in de samenleving. Na de Eerste Wereldoorlog raakte het begrip in onbruik.

## Terminologie
Het woord 'uranisme' is afgeleid van de Griekse god Uranus.
Afgeleide woorden zijn:
- urning, uranist, uraniër, als aanduidingen voor de homoseksuele man;
- urningin of urninde, als aanduidingen voor de lesbische vrouw;
- urano dioning, als aanduiding voor de biseksueel (dioning was de door Ulrichs gebruikte uitdrukking voor de heteroseksueel).

## Van 'sodomie' naar 'uranisme'
Ulrichs' terminologie was de eerste die in de westerse wereld de mogelijkheid tot positieve identificatie bood aan mannen - en in mindere mate aan vrouwen - die de gelijkgeslachtelijke liefde waren toegedaan. Alle andere tot dan toe gebruikte formele termen getuigden van weerzin en ontleenden hun oorsprong gewoonlijk aan een combinatie van theologische en juridische bronnen.— Van der Meer 2007, p. 20
In de christelijke wereld werd homoseksualiteit eeuwenlang aangeduid als 'sodomie' (en de homoseksueel als 'sodomiet'). Die term was afgeleid van het Bijbelverhaal over de verwoesting van Sodom (en Gomorra). De inwoners van die steden gingen zich volgens de bijbel te buiten aan “tegennatuurlijke” praktijken. Toen ze zich ook wilden vergrijpen aan twee engelen strafte God de steden met totale vernietiging. Sodom en Gomorra gingen onder in vuur, zwavel en as.
Vanaf de zesde eeuw na Christus werden allerlei natuurrampen, zoals aardbevingen, overstromingen, vulkaanuitbarstingen, veepest, maar ook nederlagen op het slagveld, door kerkelijke (en wereldlijke) autoriteiten toegeschreven aan de goddelijke wraak voor “tegennatuurlijke praktijken”. Sodomie droeg tot in de negentiende eeuw deze duidelijk negatieve connotatie. 
Nog in 1803 werd in Schiedam de doodstraf voltrokken wegens sodomie. Dat was overigens de laatste keer dat zulks in Nederland gebeurde. In die tijd had sodomie zich ontwikkeld tot een vrij nauw omschreven juridisch begrip. Het stond voor anaal contact (ook tussen man en vrouw) en voor bestialiteit, waarbij de vraag of er een ejaculatie had plaatsgevonden cruciaal was. 
Na 1811 was homoseksueel gedrag in Nederland niet langer strafbaar. Dat was vooral te danken aan de invoering van de Code Pénal in dat jaar. Er werden daarna nog wel verschillende pogingen gedaan om homoseksuele handelingen weer strafbaar te stellen. Het ontbreken van antihomoseksuele bepalingen werd in het overwegend protestantse Nederland beschouwd als een typisch rooms-katholieke invloed. “Al vanaf de Reformatie was protestants Nederland ervan overtuigd dat sodomie - godlof - een katholiek misdrijf was.”
Pogingen, die in de loop van de negentiende eeuw werden ondernomen om homoseksualiteit weer te criminaliseren strandden, omdat de wetgever onder invloed van het opkomende liberalisme in de tweede helft van de negentiende eeuw terughoudender werd als het ging om de privésfeer van burgers, en vooral omdat de wetgever vreesde dat het middel erger zou zijn dan de kwaal. De onrust die het straffen op huisgenoten teweeg zou brengen, achtte men omstreeks 1880 een serieus probleem.
Evengoed verwees in de tweede helft van de negentiende eeuw het begrip 'sodomie' (of 'bougre') (in het woordenboek) nog naar daad en dader op een manier waarin een jongeman misschien wel iets van zijn seksuele lust kon herkennen, maar nauwelijks gevoelens van verliefdheid. In woordenboeken verwezen 'ganymede', 'cynaede' of 'bardasse' naar “schandknaap”, een jongeling die zich in tegennatuurlijke ontucht liet gebruiken.
Mogelijkheden om zich op een positieve manier te identificeren ontbraken. De homoseksualiteit was nog de “naamloze liefde”.
In 1864 zette een grote verandering in toen de Duitse jurist en classicus Karl Heinrich Ulrichs  (1825-1895) de termen 'uranisme' (Duits: Urningthum), 'urning' en 'urninde' (voor de mannelijke, resp. vrouwelijke homoseksueel) introduceerde. Hij gebruikte de begrippen 'dionisme', 'dion' en 'dionde' voor de heteroseksuele tegenhangers. 
Ulrichs gebruikte niet alleen een nieuwe term – 'uranisme' voor homoseksualiteit –, maar hij introduceerde ook een totaal andere zienswijze op homoseksualiteit dan voordien gebruikelijk was. “In een wereld waarin verondersteld wordt dat er twee seksen bestaan en twee genders (geslachtsrollen) die voor elkaar voorbestemd zijn en elkaar moeten aanvullen, vormen definiëring en conceptualisering van gedrag dat afwijkt van de voorbestemde geslachtsrol natuurlijk geen genderneutrale aangelegenheid”.
Ulrichs sprak van de “anima muliebris virili corpore inclusa” (vrouwelijke ziel opgesloten in een mannelijk lichaam). 'Urningen', die naar mannen verlangden, hadden een aangeboren vrouwenziel. Dat werd – in lijn met de medische inzichten in die tijd, waarin men hormonen en genen nog niet kende – veroorzaakt door prenatale klierwerking. De 'urningen' en ook 'urnindes', bij wie sprake was van precies het omgekeerde, vormden “een derde sekse”. Ulrichs formuleerde zijn theorie (gedeeltelijk onder pseudoniem) in Forschungen über das Räthsel der mannmännlichen Liebe (onderzoekingen over het raadsel van de liefde van man tot man), in twaalf delen. Hij gaf ook het tijdschrift Uranus. Zeitschrift für die Interessen des Uranismus uit.

## 'Uranisme' in Nederland
In Nederland bleef homoseksualiteit nog lang de “naamloze liefde”. Eerst in 1894 publiceerde Jacobus Schoondermark de brochure Van de verkeerde richting, of man-mannenliefde en vrouw-vrouwenliefde, eene pleitrede.
De doorbraak kwam toen de arts en schrijver Arnold Aletrino (1858-1916) in 1901 op een internationaal criminologisch congres een bijdrage presenteerde waarin hij pleitte voor rechten van homoseksuelen. Zijn bijdrage droeg de titel Sur la situation sociale de l'uraniste. De congresvoorzitter probeerde de zaak te verzwijgen, maar Aletrino's betoog werd gepubliceerd en riep de woede op van de toenmalige antirevolutionaire minister-president Abraham Kuyper, die in de Tweede Kamer sprak over steden die in een zoutdal veranderd waren (hij bedoelde Sodom en Gomorra). Hij zei echter de zaak niet openlijk te kunnen bespreken. Kuyper probeerde de traditie van het crimen nefandum (de stomme zonde, zoals men homoseksualiteit in vroeger tijden aanduidde) voort te zetten, maar de geest was uit de fles.
In 1904 hield de arts Lucien von Römer (1873-1965) in Amsterdam een lezing over 'het zieleleven van den uraniër en zijn leed, een leed, zoo groot en zoo nijpend, als geen mensch bijna dragen kan.' In datzelfde jaar publiceerde Jacob Anton Schorer (1866-1957) zijn 'Wetenschap en rechtspraak' waarin hij de onwetendheid in Nederland over homoseksualiteit hekelde.
In 1905 publiceerde Von Römer zijn studie Het uranisch gezin. Wetenschappelijk onderzoek en conclusiën over homosexualiteit.
Ook in 1905 verscheen van Aletrino onder het pseudoniem Karl Ihlfeld Over uranisme.
In 1908 publiceerde Aletrino Hermaphrodisie en uranisme.. Uit de literatuur-opgave in deze tekst blijkt duidelijk dat in die tijd verschillende publicaties verschenen met 'uranisme' of daarvan afgeleide termen in de titel.
In 1910 bond Jacob Anton Schorer in Nederland openlijk de strijd aan met minister van justitie Regout over artikel 248bis van het Wetboek van Strafrecht. In dat artikel werden seksuele contacten van heteroseksuelen met jongeren tussen 16 en 21 jaar niet strafbaar gesteld, terwijl homoseksuelen er voor de gevangenis in konden draaien. Schorer publiceerde in 1911 zijn brochure Tweeërlei maat. Het protest was tevergeefs, maar leidde wel tot de oprichting van de eerste belangenorganisatie van homoseksuelen in Nederland, het Nederlandsch Wetenschappelijk Humanitair Komitee (NWHK). 
'Uranisme' was toen nog de gangbare term. In 1912 verscheen de eerste publicatie van het NWHK, geschreven door Schorer, dat de titel droeg: Wat iedereen behoort te weten omtrent uranisme (homosexualiteit: liefde voor personen van het eigen geslacht). Hoe uraniërs beoordeeld moeten worden. De eerste golf van homo-emancipatie in Nederland was onstuitbaar gaan rollen.

## Van 'uranisme' naar 'homoseksualiteit'
In de titel van de eerste brochure van de NWHK werd naast het woord 'uranisme' (en 'uraniër') ook de term 'homoseksualiteit' al gebruikt. Die term was al in 1869 door Karl Maria Kertbeny (1824-1882) geïntroduceerd en ook al in 1872 voor het eerst in een Nederlandse tekst gebezigd. De term verwierf zich echter maar heel geleidelijk een plaats in het taalgebruik. Aan het begin van de twintigste eeuw begon het woord 'homoseksualiteit' naast 'uranisme' aan een langzame opmars.
In de ondertitel van de hierboven genoemde publicatie van Von Römer uit 1904 – Ongekend leed – werd de term 'homoseksualiteit' gebruikt. De volledige titel luidde: Ongekend leed. De physiologische ontwikkeling der geslachten in verband met de homosexualiteit. In de titel van zijn publicatie van 1905 gebruikte hij beide termen: zowel 'uranisme' (in de vorm van “het uranisch gezin”), als 'homosexualiteit'. Maar in zijn (Duitstalige) publicatie van het jaar daarop was het weer 'uranisme'.
Pas na de Eerste Wereldoorlog raakte de term 'homoseksualiteit' in Nederland  algemeen in gebruik en werden andere termen verdrongen.